# Vietnamees braille
Vietnamees braille is het alfabet voor het braille in het Vietnamees. In het Vietnamees wordt ernaar verwezen als chữ nổi, vertaald: verheven letters. Braille op elektronische schermen wordt màn hình chữ nổi genoemd, dat te vertalen is als braillescherm.
Het volgt het unified international braille dat de conventie is voor de meeste braillealfabetten in de wereld. Hierdoor stemmen de toewijzingen van de karakters overeen met andere braillesystemen, zoals Frans braille, Grieks braille, Arabisch braille en meer. Verder kent het Vietnamese brailleschrift aanvullende karakters voor speciale letters en tonen.

## Overzicht

### Letters
| a, 1 | b, 2 | c, 3 | d, 4 | e, 5 | f, 6 | g, 7 | h, 8 | i, 9 | j, 0 |   |
| k    | l    | m    | n    | o    | p    | q    | r    | s    | t    | ă |
| u    | v    | x    | y    | z    | đ    | ê    | ô    | ư    | ơ    | w |

### Diakritische tekens
| accent aigu | accent grave | cedille | tilde | punt |

### Interpunctie
| hoofdletter | - | ( | ) | "-open | "-sluiten |
| .           | : | ; | , | !      | ?         |

### Wiskundige karakters
| Nummerteken | + | - | x | ÷ | = | < | > |

### Voorbeeld
| Màn | hình | chữ | nổi |
|     |      |     |     |